# Mewa śmieszka
Mewa śmieszka, śmieszka (Chroicocephalus ridibundus) – gatunek średniego, wędrownego ptaka wodnego z rodziny mewowatych (Laridae).

## Systematyka i występowanie
Międzynarodowy Komitet Ornitologiczny (IOC) i autorzy Handbook of the Birds of the World Alive uznają ten gatunek za monotypowy. Inni autorzy wyróżniają dwa podgatunki, które zamieszkują:
- C. ridibundus ridibundus (Linnaeus, 1766) – Eurazję od Islandii i Wysp Brytyjskich po Mongolię. Przeloty w marcu – kwietniu i sierpniu – październiku. Zimuje w południowej i zachodniej Europie, zachodniej, północnej i wschodniej Afryce oraz południowej i zachodniej Azji. Sporadycznie pojawia się na wschodnim wybrzeżu Ameryki Północnej. Obecnie obserwuje się stopniowy wzrost liczby śmieszek zimujących na niezamarzających wodach rzek w dużych miastach Europy.

W Europie Środkowej jest to ptak występujący przez cały rok, lecz ptaki lęgnące się tutaj odlatują na zimę do zachodniej Europy, podczas gdy na ich miejsce przylatują ptaki ze wschodu, północy Rosji, krajów bałtyckich i Skandynawii. W Polsce to średnio liczny ptak lęgowy; zimuje na wybrzeżu Bałtyku oraz nad większymi rzekami i jeziorami. Jest najpospolitszym gatunkiem mewy w Polsce.
- C. ridibundus sibiricus Buturlin, 1911[7] (ptaki są nieco większe, a barwa czarna na lotkach intensywniejsza) – Syberia na wschód od delty Kołymy po Kamczatkę. Zimuje na Półwyspie Koreańskim, w Japonii, na Sachalinie, Tajwanie i wybrzeżu Chin, aż po Hongkong. Sporadycznie pojawia się na Alasce.

## Charakterystyka

### Wygląd
To najpowszechniejsza z małych mew. We wszystkich szatach widać biały klin na przednim końcu dłoni. Samiec i samica ubarwione jednakowo. W szacie godowej od marca do sierpnia, a nawet listopada, łatwa do rozpoznania – głowa brązowoczarna, szyja, spód ciała i ogon białe, a grzbiet i skrzydła popielate. Końce lotek czarne, a nogi i dziób czerwone. Wokół oczu mały, wąski, biały pasek, przerwany z przodu. W szacie spoczynkowej głowa biała, a w okolicy pokrywy usznej szara plama. Dziób z czarnym końcem. Osobniki młode mają wierzch ciała brązowy, a na końcu ogona szeroka, wyraźnie odgraniczona czarna pręga, głowa również biała. Nogi i dziób pomarańczowobrązowe. Pod koniec pierwszego roku życia ciemna plama z okolic ucha znika z wierzchu głowy. Szatę dorosłych osobników osiągają w drugim roku życia.
Bardzo podobna do śmieszki jest mewa czarnogłowa, którą coraz częściej można spotkać w Polsce w stadach śmieszek. Czapka mewy czarnogłowej jest smolistoczarna i sięga dalej, poniżej karku. Poza tym końce skrzydeł mewy czarnogłowej są białe, a dziób jaskrawoczerwony.

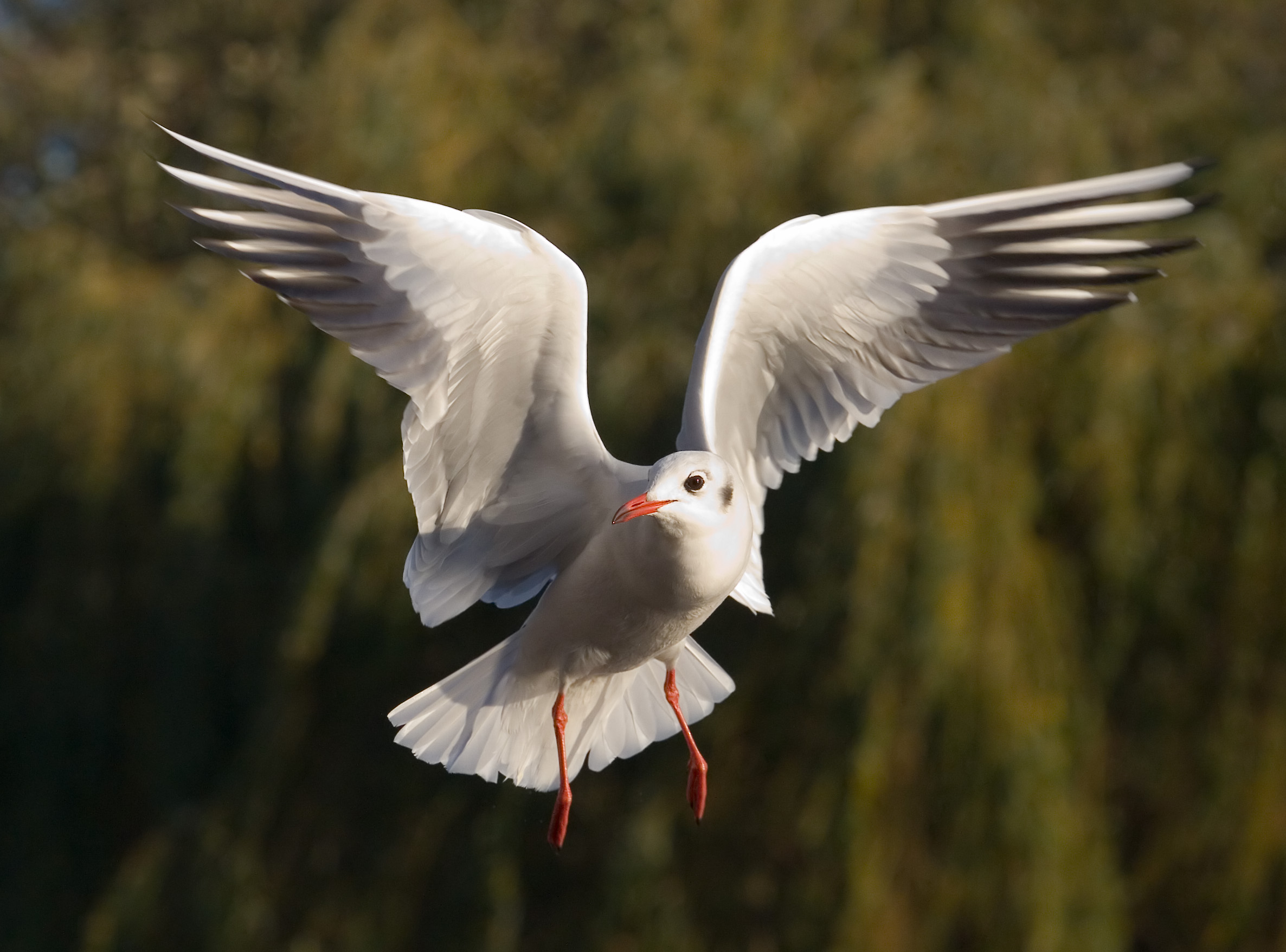
Śmieszka w szacie spoczynkowej

### Wymiary średnie
długość ciała37–44 cm
rozpiętość skrzydeł91–110 cm

### Masa ciała
195–325 g

### Głos
Jest to ptak hałaśliwy, wydaje przenikliwy skwir „kcerr, krije, kekek”.

## Biotop

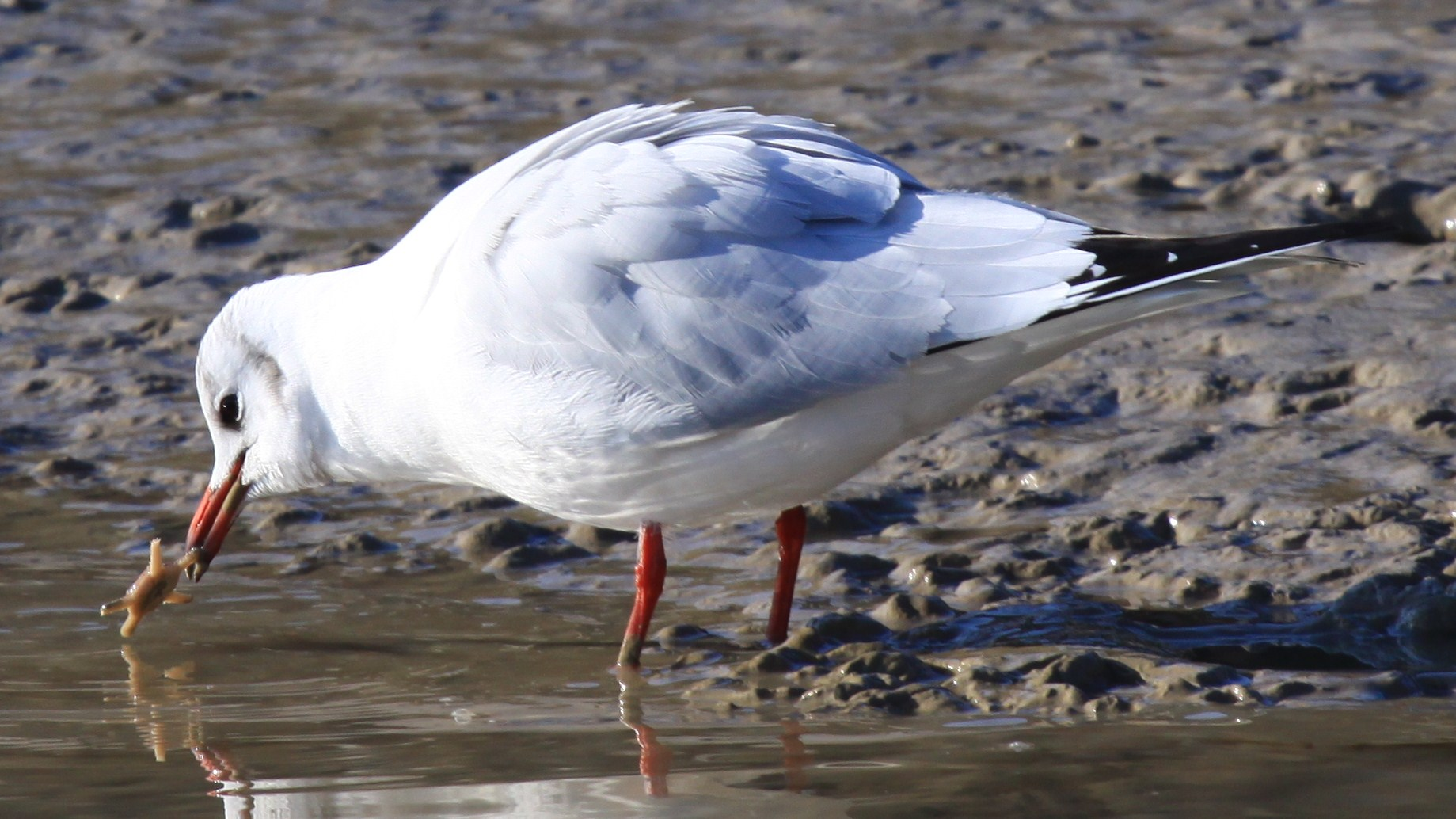
Śmieszka zjadająca wężowidło

Wody śródlądowe, poza okresem lęgowym również morskie wybrzeża. Na nizinach na stawach pojawiają się pod koniec zimy zaraz po stopieniu lodu. Oprócz tego spotkać ją można na bagnach, starorzeczach, osadnikach, żwirowiskach, małych, porośniętych wyspach i deltach rzecznych, a czasami także na polach uprawnych (poza okresem lęgowym) w umiarkowanej strefie całej Europy i Azji.

## Okres lęgowy

### Toki
Na lęgowiskach pojawia się od połowy marca. Na początku samce wybierają małe terytoria, które służą potem do łączenia się w pary. W koloniach ożywienie pojawia się w kwietniu. Można wtedy zobaczyć rytualne zachowanie się tych ptaków. Para staje naprzeciw siebie z na wpół rozwiniętymi skrzydłami i rozpostartym ogonem, kładzie dzioby na piersiach i następnie nagle wyrzuca je w górę, kiwa głową, schyla się i prowadzi udawane ataki. Po tokach para razem buduje gniazdo i go broni, choć miejsce na nie wybiera samica.

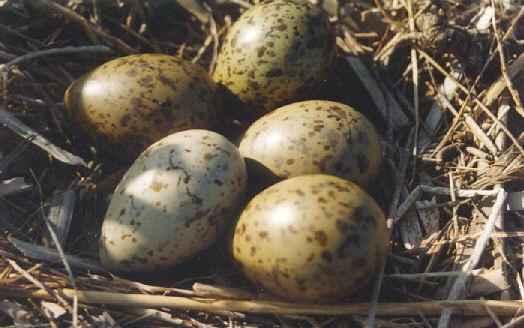
Nietypowe gniazdo z pięcioma jajami (zazwyczaj są 2–3)

### Gniazdo
Na piaszczystym brzegu, w trzcinach lub pływających kępach roślinności wodnej na zarośniętych brzegach jezior. To dołek w ziemi. Składa się z liści i łodyg trzcin, turzyc, manny oraz innych roślin żyjących w pobliżu. Tworzy kolonie liczące od kilkudziesięciu do kilku tysięcy par. Najstarsze mewy mają swe gniazda w środku kolonii (najbezpieczniejsze miejsce), młodsze, które później przylatują muszą wyprowadzać lęg na brzegach.

### Jaja
Jeden lęg w roku, w pierwszej połowie maja. W zniesieniu 2 do 3 oliwkowozielonych jaj w ciemnobrązowe kropki. W całej kolonii składane są prawie jednocześnie, co powoduje, że i młode wykluwają się o tej samej porze. To zaleta jeśli chodzi o bezpieczeństwo przed drapieżnikami w wysiadywaniu i wychowywaniu młodych.

### Wysiadywanie i dorastanie
Jaja wysiadywane są przez okres 22–24 dni przez samicę i samca. Pisklęta są zagniazdownikami, lecz nie opuszczają okolic gniazda. Młode w puchu są rudobrązowe z czarnymi plamami na bokach i grzbiecie. Zdolność do lotu uzyskują po 5 tygodniach. We wrześniu młode ptaki zmieniają pióra na szyi, głowie i tułowiu i stają się jaśniejsze. Zwłaszcza populacje północne i wschodnie, od lipca zaczynają odlatywać, zaraz gdy opuszczają gniazda.

Najdłużej żyjąca śmieszka, której wiek określony był dzięki posiadanej przez nią obrączce, miała 32 lata.

## Pożywienie
Wodne i lądowe bezkręgowce, małe ryby oraz małe kręgowce lądowe, również padlina. Dietę uzupełnia nasionami i owocami.
Pokarmu szuka w dzień nad zbiornikami wodnymi, na łąkach i niedawno zaoranych polach, wysypiskach śmieci, portach i w centrach miast. Choć uważa się, że je głównie ryby, to robi to sporadycznie i głównie osobniki słabe, zdechłe lub chore, bo nie jest na tyle zwinna i szybka, by polować na ryby. Nie nurkuje, bo jest za lekka, by zanurzyć się w wodzie (głowę zanurza niewiele dalej niż na długość szyi). Na noclegowiska nad wodą wraca po ciemku wieczorami.

## Status i ochrona
Międzynarodowa Unia Ochrony Przyrody (IUCN) uznaje śmieszkę za gatunek najmniejszej troski (LC – Least Concern) nieprzerwanie od 1988 roku. Liczebność światowej populacji, według szacunków organizacji Wetlands International z 2015 roku, wynosi około 4,8–8,9 milionów osobników. Liczebność populacji europejskiej (wraz z Turcją), według szacunków organizacji BirdLife International z 2015 roku, zawiera się w przedziale 1 340 000 – 1 990 000 par lęgowych. Ogólny trend liczebności populacji nie jest znany.
W Polsce podlega ścisłej ochronie gatunkowej. Liczebność populacji lęgowej na terenie kraju w latach 2013–2018 szacowano na 90–100 tysięcy par, zaś populacji zimującej na co najmniej 13,0–19,4 tysięcy osobników. W latach 2007–2018 populacja lęgowa zmniejszyła się o około 32%. Na Czerwonej liście ptaków Polski śmieszka sklasyfikowana została jako gatunek najmniejszej troski (LC).
Różnorodność pokarmu oraz mała płochliwość sprawiły, że mewa śmieszka od I połowy XX wieku do lat 70. korzystała z konsekwencji rozwoju gospodarki człowieka przejawiającej się we wzroście wysypisk śmieci, użyźnianiu wód lub w rozwijaniu upraw rolnych. Od pewnego jednak czasu obserwuje się u wielu populacji spadek liczebności. Zagraża jej osuszanie terenów bagiennych i niszczenie kolonii lęgowych na stawach hodowlanych.

## Galeria zdjęć

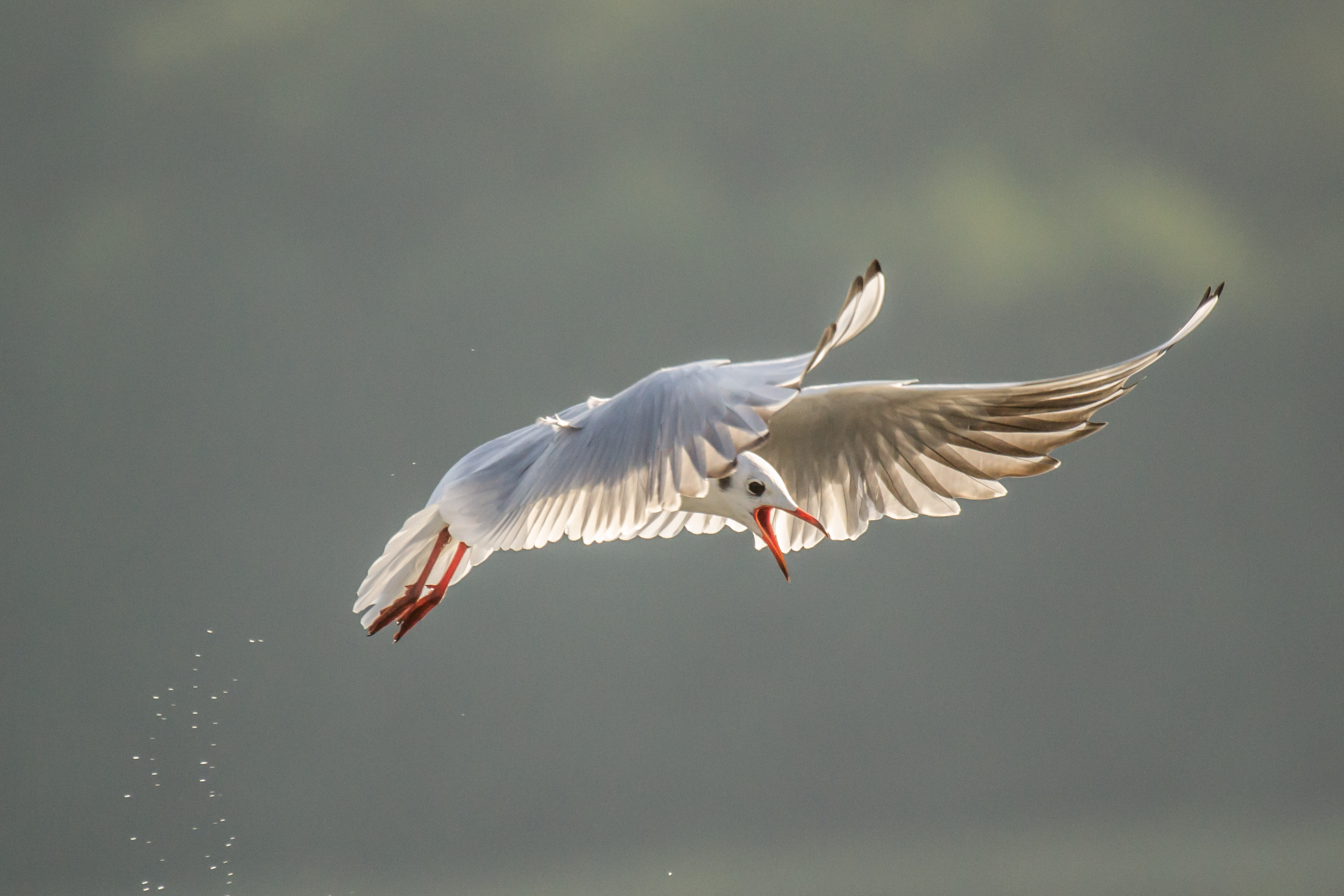
W locie

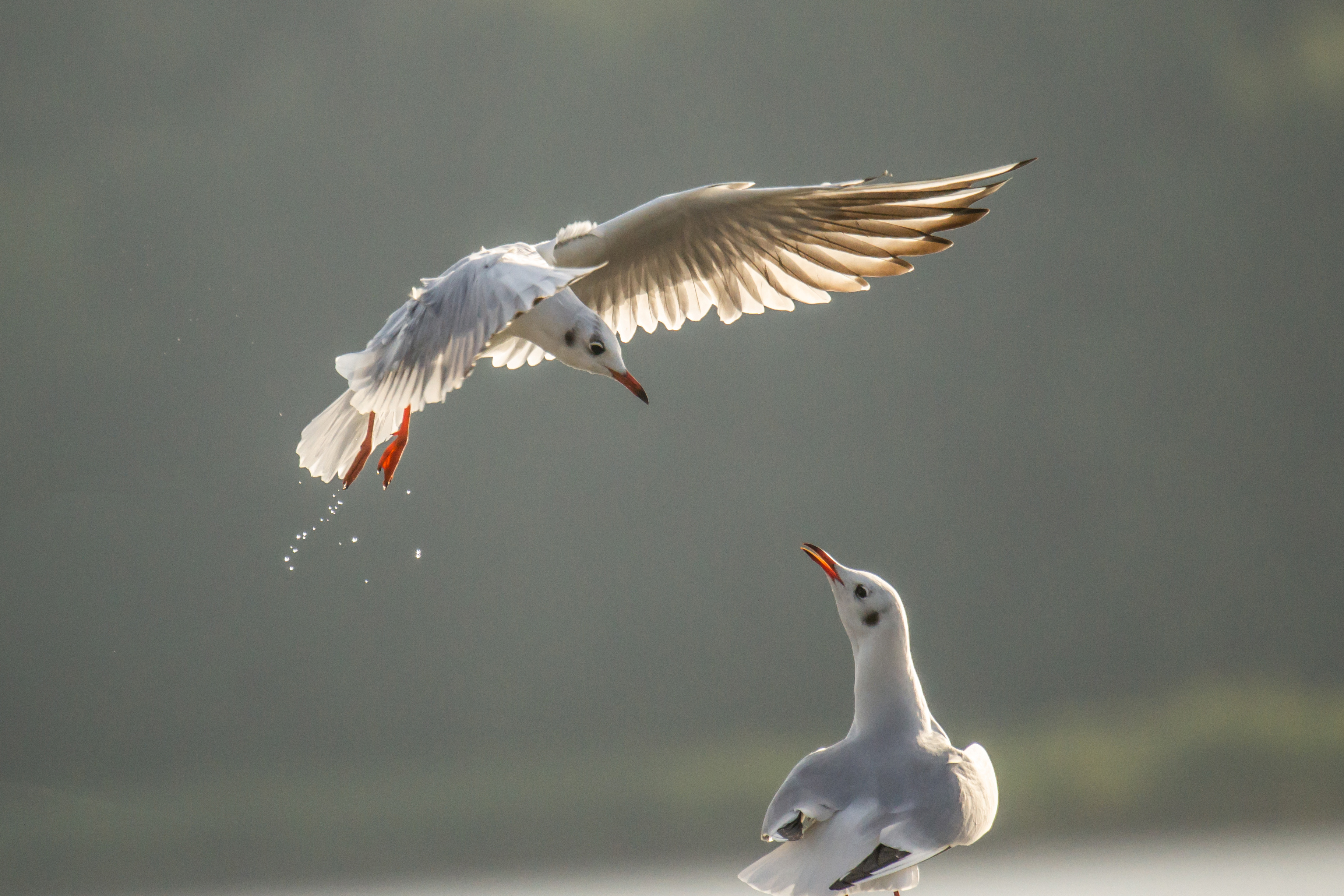
Śmieszki w szacie spoczynkowej

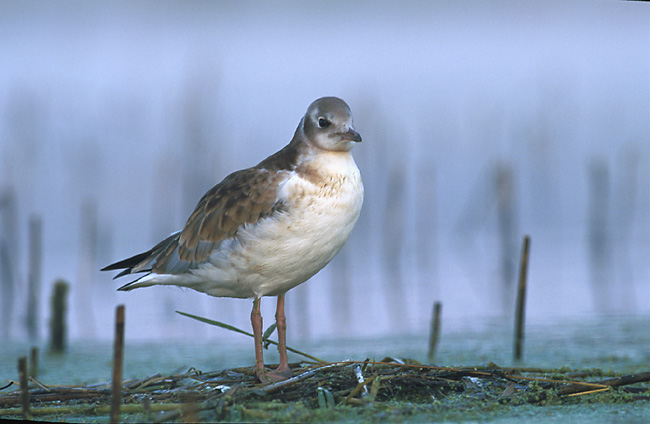
Osobnik młodociany
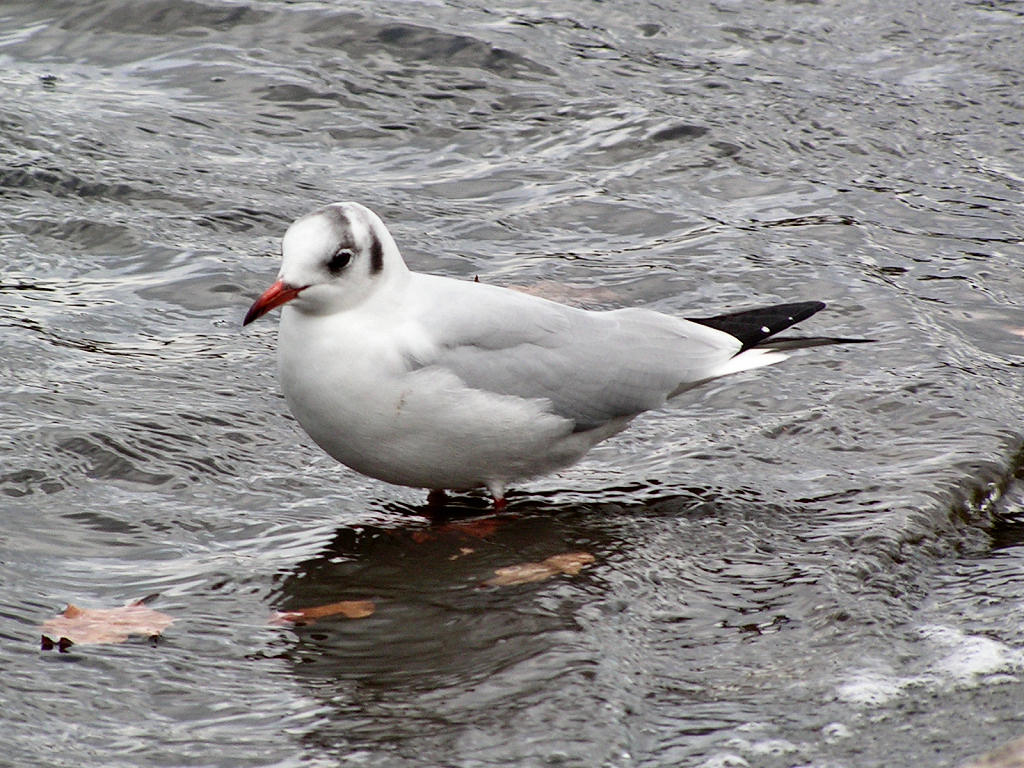
Ptak w szacie spoczynkowej
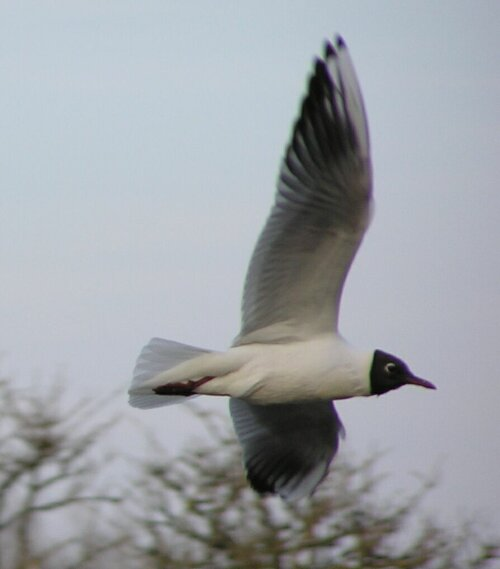
W locie
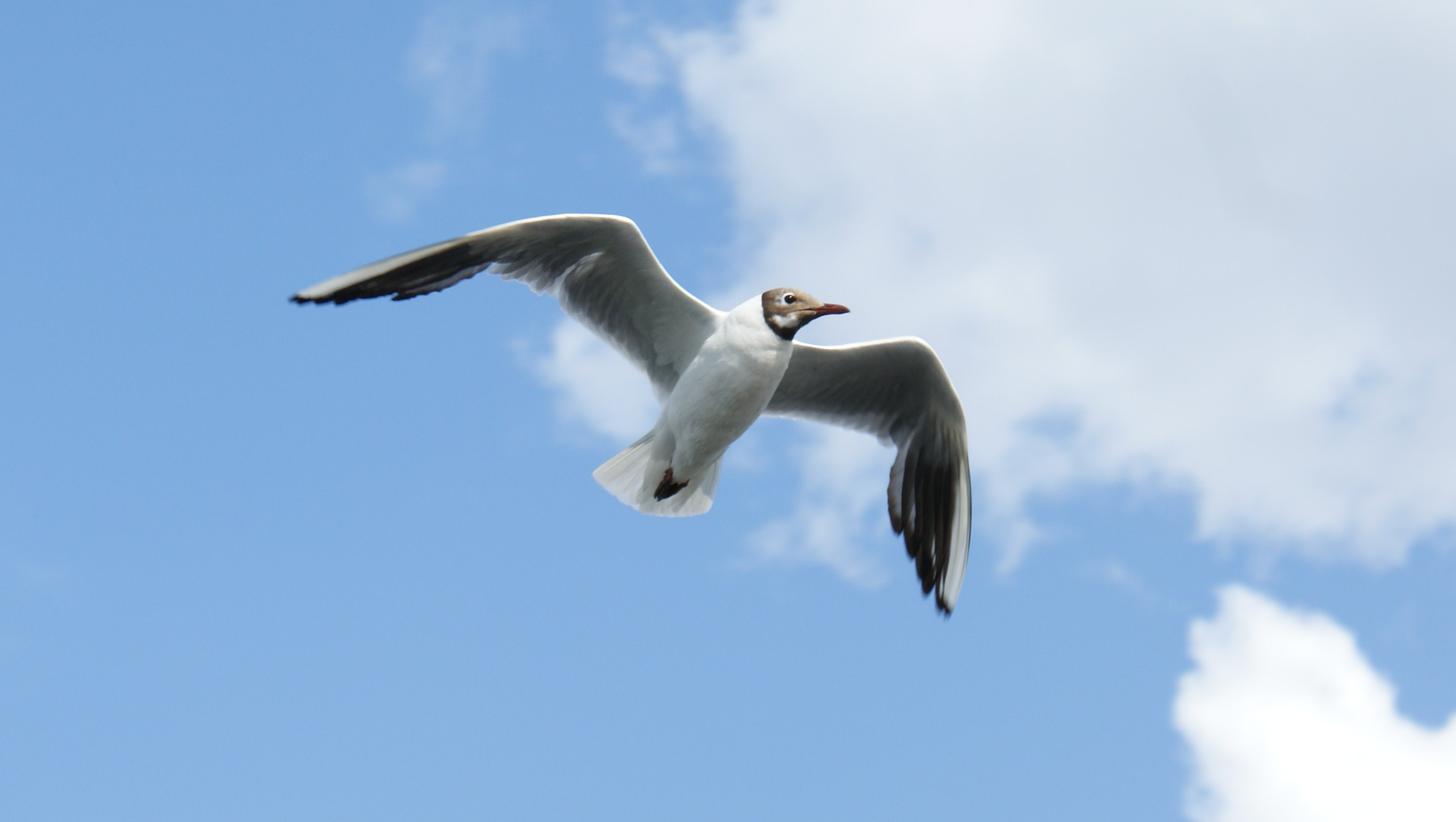
W locie
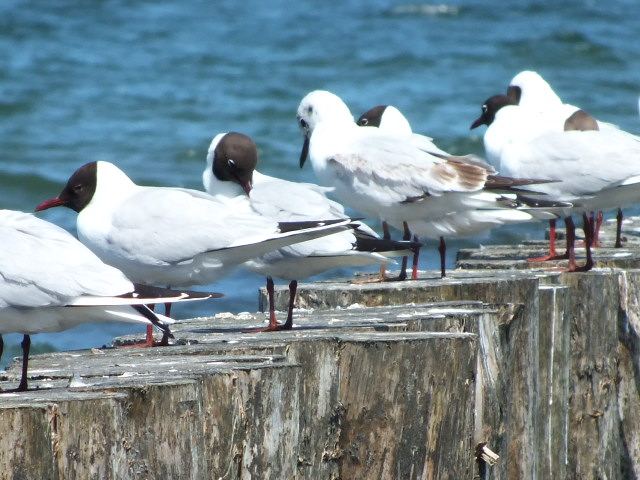
Na kołobrzeskim falochronie